# Luogo delle radici
In analisi complessa il luogo delle radici è il luogo geometrico delle radici di una funzione complessa descritto al variare di un suo parametro reale, rappresentato sul piano di Gauss.
Nel 1948 Evans lo impiegò per la prima volta per determinare la stabilità interna di un sistema dinamico lineare stazionario in retroazione al variare del guadagno d'anello per la funzione di trasferimento d'anello {\displaystyle L(s)}: in questo caso applicativo risulta costituito da rami, indicanti le traiettorie che compiono le radici dipendenti dalle posizioni degli zeri e dei poli della funzione d'anello. 
Ciò è particolarmente utile in quanto le variabili di stato non controllabili (dovute a rumore a bassa frequenza, derive termiche, incertezza sui parametri e così via), di norma, agiscono prevalentemente su questo, e non sulla posizione delle singolarità, che tipicamente sono note. Il suo uso principale è dedicato a questa funzione, anche al fine della sintesi per stabilire le modifiche necessarie ad un controllore per il raggiungimento di alcune caratteristiche minime come la velocità di risposta.
La prima osservazione da fare riguarda la posizione "iniziale" (con k → 0) delle radici. Se ritagliamo dal dominio intorni arbitrariamente piccoli dei poli ad anello aperto, che chiameremo sorgenti, per k prossimo a zero, avremo
{\displaystyle L(s)\approx k\cdot G(s)=k\cdot {\frac {N(s)}{D(s)}},\quad {\text{per }}k\to 0.}
Dunque, le radici si trovano inizialmente a ridosso delle p sorgenti (per convenzione, la radice di un polinomio va conteggiata un numero di volte pari alla sua molteplicità). N(s) e D(s) definiscono rispettivamente il numeratore e il denominatore di G(s). Va osservato che il numero di radici, a meno di cancellazioni tra kN(s) e Pk(s)=D(s)+kN(s), è esattamente pari al grado di Pk(s); in un sistema strettamente proprio (questa ipotesi verrà mantenuta nel resto dell'articolo), tale quantità pareggia l'ordine di D(s), che è proprio p, per qualunque k. Del resto, una cancellazione comporta l'esistenza di una pulsazione complessa s0 tale per cui valga
{\displaystyle k\cdot N(s_{0})=D(s_{0})+k\cdot N(s_{0})=0}
evidentemente, non esistono radici del genere per k non nullo. In definitiva, possiamo concludere che in un sistema strettamente proprio, il numero di radici si conserva: esso coincide sempre con il numero di sorgenti, p. Si osservi che per k diverso da zero, i poli ad anello aperto non sono sicuramente radici di Pk(s); dunque una radice non stazionerà mai su una sorgente ma, al variare di k, si sposterà descrivendo, come già evidenziato, una curva continua.
In ogni punto del luogo infine, il valore assoluto di k coincide con il rapporto tra la produttoria dei valori assoluti dei poli e la produttoria dei valori assoluti degli zeri:
{\displaystyle |k|={\frac {\prod _{i=1}^{d}|p_{i}|}{\prod _{i=1}^{n}|z_{i}|}}.}

## Proprietà
La posizione delle radici di L(s) all'istante k è individuata dagli zeri del polinomio Pk(s), ossia dalla condizione G(s)=-k-1. Quest'ultima si traduce in una condizione sul modulo, del tutto priva di interesse dato che qualunque pulsazione complessa s verifica il vincolo per qualche k (in altri termini, data una certa s, dalla condizione sul modulo non è possibile affermare se il luogo delle radici la attraversa o meno), e in una condizione sulla fase, dalla quale è possibile estrarre tutte le informazioni necessarie. Se si assume per semplicità che i polinomi N(s) e D(s) siano in forma canonica, essa diventa
{\displaystyle \sum _{k=1}^{z}\arg(s-z_{k})-\sum _{k=1}^{p}\arg(s-p_{k})=\pi \cdot \Theta (k),}
dove Θ(k) è il gradino di Heaviside e zk, pk rappresentano gli zeri e i poli ad anello aperto, che chiameremo singolarità isolate; si osservi che (s-s0) rappresenta il vettore fissato in s0 e che punta a s. Il diagramma per valori di k positivi è detto luogo diretto, per k negativi luogo inverso. Il fatto di trovarsi in uno dei due luoghi cambia radicalmente l'aspetto del diagramma. Valgono le seguenti considerazioni:
- il luogo diretto e il luogo inverso non hanno punti in comune;
- i punti dell'asse reale che hanno a destra un numero dispari (pari, o nullo) di singolarità isolate reali appartengono al luogo diretto (inverso).

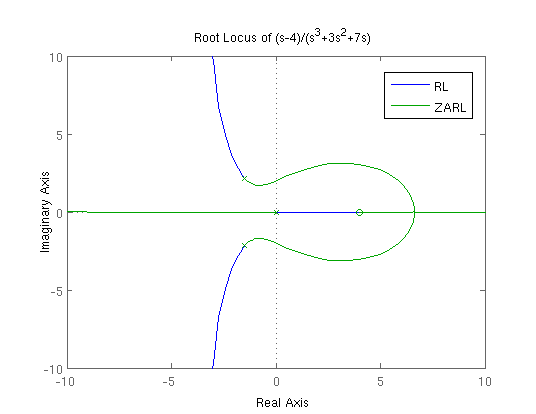
Esempio di luogo delle radici eseguito con MATLAB; le croci rappresentano i poli, i cerchietti gli zeri. Nel luogo inverso (ZARL), i due poli complessi coniugati percorrono traiettorie speculari per poi scontrarsi sull'asse reale; dopo l'urto, uno di essi si dirige verso lo zero finito, l'altro verso l'infinito

La prima è ovvia, la seconda si ottiene facilmente utilizzando la condizione sulla fase.
Inizialmente (ovvero con k → 0), i poli ad anello chiuso coincidono a tutti gli effetti con quelli ad anello aperto, perché la funzione di trasferimento del sistema reazionato uguaglia kG(s). Dunque, da una sorgente "sgorgheranno" o "convergeranno" traiettorie, ognuna associata ad una radice, in numero uguale alla molteplicità h di quella singolarità; precisamente, in essa si congiungono h rami del luogo diretto e h rami del luogo inverso. Possiamo pensare ad un polo ad anello aperto come ad un centro di scattering se si interpreta k come un tempo. Un'ulteriore proprietà del luogo delle radici è la simmetria rispetto all'asse reale: infatti, essendo il polinomio Pk(s) a coefficienti reali, ad ogni suo zero corrisponde uno zero coniugato. Come conseguenza di questo fatto, si può affermare che una radice situata, in corrispondenza di un determinato k, sull'asse reale, continuerà a mantenersi reale fino a che non "urta" o contro un'altra radice proveniente dalla direzione opposta, o contro più radici.

### Luoghi multipli
Un luogo multiplo non è altro che una radice multipla di Pk(s), per qualche k. Assumiamo, tanto per fissare le idee, di trovarsi nel luogo diretto (ma considerazioni analoghe valgono in quello inverso), e che la radice abbia molteplicità h. Essa sarà allora punto di incontro, o di scattering, di h radici: h traiettorie entreranno nel luogo, altrettante ne usciranno (a meno che quel punto non sia un punto terminale di qualche traiettoria, ossia uno zero ad anello aperto; si veda più avanti). In un suo intorno, questi rami formano una stella: facendo uso della condizione di fase, si deduce facilmente che essa divide il piano in 2h porzioni equiangole, e che i suoi bracci sono alternativamente entranti e uscenti. L'analogia con il fenomeno fisico dell'urto è evidente.
Anche i poli ad anello aperto (di molteplicità almeno uguale a due) possono essere considerati luoghi multipli: semplicemente, descriveranno eventi di scattering che occorrono per k prossimo a zero. Le considerazioni sono identiche a quelle svolte sopra.

### Invarianza del baricentro
Il baricentro B(k) del luogo è la media delle posizioni dei punti a {\displaystyle k} assegnato, divisa per il loro numero, e per la simmetria del luogo appartiene all'asse reale: è una quantità analoga al centro di massa di un sistema di corpi puntiformi identici. Se il grado relativo del denominatore {\displaystyle m\geq 2}, il baricentro è un punto {\displaystyle B} indipendente da {\displaystyle k,} che può essere calcolato come:
{\displaystyle B=\left({\frac {1}{d}}\sum _{i=1}^{d}p_{i},0\right)}
proprio come avviene in un sistema meccanico isolato (non soggetto a forze). Per dimostrare questo fatto, è sufficiente osservare che B(k) è univocamente determinato dai due termini di grado massimo di Pk(s), dato che la somma delle sue radici è uguale al rapporto, cambiato di segno, di questi.

### Punti terminali
Per k prossimo all'infinito positivo o negativo, i p poli ad anello chiuso vanno ad annullare G(s), cioè tendono o verso gli z zeri ad anello aperto, o verso gli zeri all'infinito, anche detti asintoti, di G(s). Essi non sono altro che le direzioni lungo le quali questa funzione tende ad annullarsi, e sono determinati solamente dai termini di grado massimo di N(s) e D(s), dato che i rimanenti sono irrilevanti all'infinito. Da ciò si deducono due situazioni possibili:
- uno zero all'infinito, coincidente con l'asse reale;
- due o più zeri all'infinito, che suddividono il piano in due o più parti equiangole. L'invarianza del baricentro impone che, per k tendente all'infinito (positivo o negativo), le radici si spostino lungo rette aventi quelle direzioni e convergenti in X.

I poli ad anello chiuso tenderanno verso gli zeri, finiti o infiniti, sia nel luogo diretto che in quello inverso. Anche questi possono essere interpretati come centri di scattering: si tratta di urti che occorrono all'infinito. Ad esempio, se in uno zero finito convergono, nel luogo diretto, h rami (h è la molteplicità dello zero), altrettanti ne "usciranno" nel luogo inverso se immaginiamo idealmente una transizione istantanea dall'infinito positivo a quello negativo; al solito, i 2h rami formeranno una stella regolare costituita da bracci alternativamente entranti e uscenti. Un discorso analogo vale per gli zeri all'infinito: in corrispondenza della transizione dal luogo diretto a quello inverso, la radice semplicemente si "rimaterializzerà" al capo opposto della direzione corrispondente (come se avesse percorso istantaneamente una semicirconferenza di raggio infinito), per poi proseguire asintoticamente lungo di esso.

## Procedura di tracciamento
Siano {\displaystyle n,d,m} rispettivamente il grado di {\displaystyle N} e {\displaystyle D,} e la loro differenza {\displaystyle m=d-n}. Vengono di seguito presentate le regole per il tracciamento dei luoghi, in ordine di applicazione pratica.

### Partenza
I rami partono dai poli cioè tendono ai poli per {\displaystyle k\rightarrow 0}.

### Asse reale
- Fa parte del luogo totale tutto l'asse reale ad esclusione dei poli.
- Fanno parte del luogo diretto tutti i punti a sinistra di un numero dispari di molteplicità (di radici: zeri o poli che siano).

Quindi partendo da destra l'intervallo dalla radice massima all'infinito non appartiene al luogo diretto, ma appartiene a quello inverso, e ogni intervallo precedente (a sinistra) ha rispetto al successivo appartenenza invertita solo se la radice che li separa ha molteplicità dispari.

### Rami convergenti
In ciascuno zero arriva un numero di rami corrispondente alla propria molteplicità per {\displaystyle k\rightarrow \infty }.

### Intersezioni reali
I punti di intersezione con l'asse reale (detti di diramazione) si ottengono sempre dal sistema:
{\displaystyle \left\{{\begin{matrix}N[1+L(s)]=0\\{\frac {\partial }{\partial s}}\,N[1+L(s)]=0\end{matrix}}\right.}
Si trovano così le coppie di {\displaystyle s^{*}} e {\displaystyle k^{*}} che corrispondono sul luogo ai punti {\displaystyle (s^{*},0),} con {\displaystyle k=k^{*}.}

### Simmetria reale
Ciascun luogo è simmetrico rispetto all'asse reale.

### Tangenti iniziali
In una radice (se reale ovviamente con molteplicità {\displaystyle h_{i}>1}, altrimenti questo passaggio è già stato realizzato considerando l'asse reale) i rami hanno tangenti che dividono l'angolo giro in parti uguali, partendo nel luogo diretto da:
{\displaystyle {\frac {1}{h}}_{i}\left(\pi +\sum _{j=1}^{n}\phi (z_{j})-\sum _{j=1}^{d}\phi (p_{j})\right),\quad {\text{polo}};}
{\displaystyle {\frac {1}{h}}_{i}\left(\pi -\sum _{j=1}^{n}\phi (z_{j})+\sum _{j=1}^{d}\phi (p_{j})\right),\quad {\text{zero}}.}
Nel luogo inverso da:
{\displaystyle {\frac {1}{h}}_{i}\left(\sum _{j=1}^{n}\phi (z_{j})-\sum _{j=1}^{d}\phi (p_{j})\right),\quad {\text{polo}};}
{\displaystyle {\frac {1}{h}}_{i}\left(-\sum _{j=1}^{n}\phi (z_{j})+\sum _{j=1}^{d}\phi (p_{j})\right),\quad {\text{zero}}.}

### Asintoti
Ciascun rimanente ramo diverge con un asintoto che passa per un punto A che appartiene all'asse reale ed è comune a tutti gli asintoti:
{\displaystyle A:\left({\frac {1}{m}}\left[-\sum _{i=1}^{n}z_{i}+\sum _{i=1}^{d}p_{i}\right],0\right).}
Gli asintoti dividono l'angolo giro in {\displaystyle m} angoli uguali, nel luogo diretto partendo da {\displaystyle {\frac {\pi }{m}}}, e in quello inverso da {\displaystyle 0}

### Intersezioni immaginarie
Sono le radici dell'equazione caratteristica:
{\displaystyle N[1+L(k)]=0}
che si trovano annullando la penultima riga della matrice di Routh e inserendo il valore di {\displaystyle k} ottenuto nell'equazione ausiliaria, ovvero quella contenente solo i monomi di grado pari in {\displaystyle s,} per trovare i valori di {\displaystyle s} corrispondenti.

### Verifica complessiva
In ciascun luogo sono presenti {\displaystyle d} rami, di cui {\displaystyle n} arrivano negli zeri e {\displaystyle m} agli asintoti. Non sono possibili intersezioni tra rami dello stesso luogo che non siano sull'asse reale, e gli zeri sono le sole intersezioni fra i rami del luogo diretto e quelli del luogo inverso.

## Luoghi locali
In molti casi è utile essere in grado di tracciare dei luoghi locali, ignorando cioè il contributo delle singolarità ad anello aperto situate a grande distanza dalla regione di interesse. Se questa si trova in un intorno di zero, le uniche singolarità lontane che interferiscono in qualche maniera sono quelle puramente reali situate a destra, ossia le radici positive: esse danno ciascuna un contributo fisso pari a π. Dunque, il loro effetto è rilevante solo quando sono in quantità dispari, ed è quello di invertire il luogo diretto con quello inverso (ma senza conservare la punteggiatura: quello cioè che succederebbe normalmente in corrispondenza di un certo k non occorre in generale, come conseguenza di questo fatto, in -k). A parte questo, le singolarità lontane possono essere ignorate.